# Mellösa
Mellösa est une localité de Suède dans la commune de Flen située dans le comté de Södermanland.
Sa population était de 548 habitants en 2019.